# Mikey Way
Michael "Mikey" James Way, född 10 september 1980 i Newark, New Jersey, är en amerikansk musiker. Han är basist i rockbandet My Chemical Romance, och är bror till Gerard Way, som är sångare i samma band.
Michael Way är till ena hälften av skotsk härkomst (faderns sida), och till andra hälften av italiensk härkomst (moderns sida). Han är född i Newark och uppvuxen i Belleville. Han var gift med Alicia Simmons. De gifte sig 7 mars 2007 backstage på en MCR-konsert i Las Vegas, och Gerard var hans best man. 
Mikey spelar på Highway 1 Precision Bass och Fender Standard Precision Bass. Det var också Mikey som kom på bandets namn, vilket han fick från Irvine Welshs bok Ecstasy: Three Tales of Chemical Romance. Bandet fick sitt första skivkontrakt hos Eyeball Records där Mikey hade arbetat som praktikant.
Innan han blev medlem i My Chemical Romance försökte Way utan framgång att bli medlem i Frank Ieros band Pencey Prep.